# Referendum nelle Maldive del 1968
Il referendum nelle Maldive del 1968 si svolse il 15 marzo 1968 per decidere se convertire lo Stato da una monarchia costituzionale (all'epoca governata dal sultano Muhammad Fareed Didi) ad una repubblica presidenziale. 

## Contesto

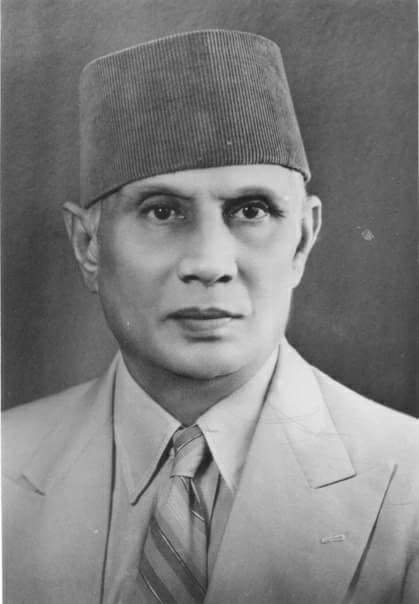
Muhammad Fareed Didi, ultimo sultano delle Maldive

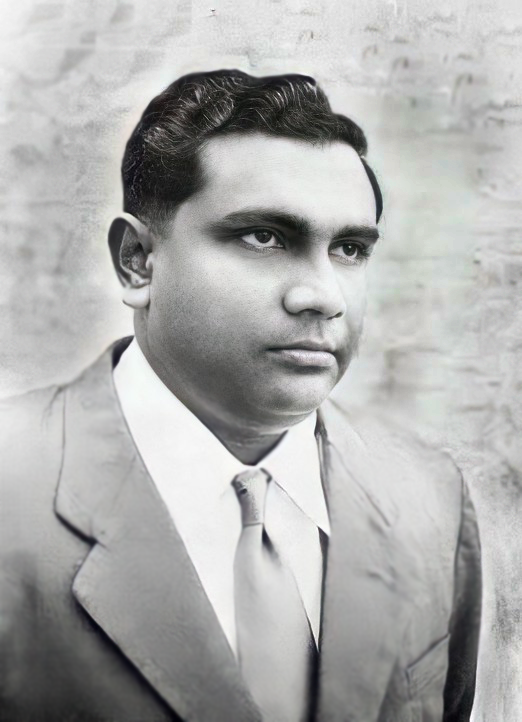
Il primo ministro Ibrahim Nasir, poi eletto Presidente della Repubblica

In precedenza si erano tenuti altri referendum sulla materia: il primo referendum del 1952 aveva visto lo stato convertirsi da un sultanato ad una repubblica presidenziale, mentre il secondo referendum del 1953  aveva ribaltato la decisione, restaurando la monarchia costituzionale nel 1954.

Il Majlis, su proposta del primo ministro Ibrahim Nasir, approvò il 15 novembre 1967 (con 40 voti contro 4) l'introduzione della repubblica, da confermare con un referendum. La proposta fu approvata da oltre l'80% dei votanti e l'11 novembre di quell'anno fu ripristinata la repubblica. Il primo ministro Ibrahim Nasir venne eletto presidente.

## Risultati
| Scelta                        | voti   | %     |
| ----------------------------- | ------ | ----- |
| Monarchia                     | 8.551  | 18,77 |
| Repubblica                    | 36.997 | 81,23 |
| Voti non validi/vuoti         | 244    | –     |
| Totale                        | 45.792 | 100   |
| Elettori registrati/affluenza | 49.056 | 93,35 |
| Fonte: Utheemu                |        |       |

## Conseguenze
Dopo la decisione sulla forma di governo, il 4 giugno 1968 il Majlis approvò la nuova costituzione e il 9 settembre 1968 elesse il presidente Ibrahim Nasir con 35 voti (Musa Fathi ricevette un voto); questa decisione fu soggetta a referendum confermativo obbligatorio avvenuto il 27 settembre. Ottenuto il 97,16% di voti favorevoli, Nasir si insediò con l'introduzione della Costituzione repubblicana l'11 novembre 1968.